# LITon.NRW
LITon.NRW ist eine Internet-Datenbank, die Informationen über Gegenwartsautoren, literarische Einrichtungen und regelmäßig Literaturprojekte Nordrhein-Westfalens bereitstellt. Die vom Westfälischen Literaturbüro in Unna e. V. aufgebaute, regelmäßig gepflegte und technisch aktualisierte Literaturdatenbank (ehemals www.nrw-literatur-im-netz.de) existiert seit 2001 und wird fortlaufend aktualisiert.

## Inhalt
Aus Nordrhein-Westfalen sind derzeit 751 Autoren mit bio-bibliographischen Daten in der Datenbank erfasst (Stand Oktober 2020). Die Schriftsteller sind dort mit Textproben ihrer Werke vertreten oder bieten Pressefotos zum Download an. Unter anderem bietet die Datenbank die Suche von Autoren an, sortiert nach Regionen, Genres, Geschlecht oder alphabetischer Reihenfolge. Darüber hinaus werden im Bereich Institutionen Informationen über Verlage, Bibliotheken und Literatureinrichtungen in Nordrhein-Westfalen angeboten. Der Bereich Projekte listet regelmäßig stattfindende literarische Aktivitäten in NRW auf. Bekannte Schriftsteller die mit ihrem literarischen Profil dort vertreten sind, sind unter anderem Frank Goosen, Petra Hammesfahr, Gisa Pauly, Klaus-Peter Wolf, Jürgen Kehrer, Ulla Hahn, Elke Heidenreich, Kurt Lehmkuhl, Inge Meyer-Dietrich, Ingrid Noll, Ralf Thenior, Regula Venske.

## Kriterien
Für die Aufnahme muss der Autor mindestens eine selbstständige belletristische Veröffentlichung vorweisen können und in NRW geboren sein bzw. hier seinen Lebens- und Arbeitsschwerpunkt haben. Darüber hinaus orientieren sich die Betreiber an den Aufnahmebedingungen des VS. In der Datenbank der literarischen Institutionen werden literarische Fördereinrichtungen, literarische Archive, Verlage, Bibliotheken und literarische Gesellschaften gelistet, die in NRW verortet sind. In die Liste der Projekte werden Festivals, Literaturreihen, Stipendien, Auszeichnungen, Förderpreise und Fort- und Weiterbildungen bzw. Workshops für Erwachsene sowie Kinder und Jugendliche aufgenommen. Hierbei gilt, dass das Projekt in NRW verortet sein muss und es sich um eine regelmäßig stattfindende Veranstaltung bzw. Preisvergabe handelt. Die Aufnahme in die NRW-Datenbank ist für Autoren und Einrichtungen kostenlos.